# Brama Chyżańska

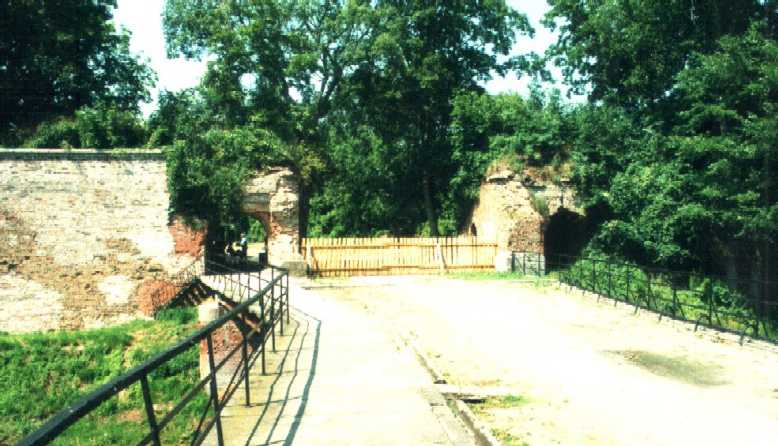
Brama Chyżańska przed odrestaurowaniem (2004)

Brama Chyżańska (niem. Kietzer Tor) – jedna z bram twierdzy Kostrzyn, w jej południowo-zachodniej części, nieopodal Bastionu Filip.
W 1630 przed bramą wybudowano rawelin Wilhelma Augusta (Revelin August-Wilhelm).
Modernizowana w 1888, zniszczona w czasie II wojny światowej.
Odrestaurowana w latach 2007–2008 przy wykorzystaniu środków unijnych.